# Jurinella andicola
Jurinella andicola är en tvåvingeart som beskrevs av Townsend 1914. Jurinella andicola ingår i släktet Jurinella och familjen parasitflugor.
Artens utbredningsområde är Peru. Inga underarter finns listade i Catalogue of Life.